# Piekarzew
Piekarzew – wieś w Polsce położona w województwie wielkopolskim, w powiecie pleszewskim, w gminie Pleszew.
W latach 1975–1998 miejscowość administracyjnie należała do województwa kaliskiego.
Według danych z 2011 roku liczba ludności wsi wynosi 280 osób.